# Ian Wynne
Ian Wynne (* 30. November 1973 in Sevenoaks) ist ein ehemaliger britischer Kanute.

## Karriere
Ian Wynne nahm an zwei Olympischen Spielen teil. Seine erste Teilnahme erfolgte anlässlich der Olympischen Spiele 2000 in Sydney, bei denen er im Einer-Kajak über 500 Meter antrat. Nach einem zweiten Platz im Vorlauf verpasste er als Vierter seines Halbfinallaufs die Qualifikation für das Finale jedoch knapp. Bei den Olympischen Spielen 2004 in Athen ging Wynne in zwei Wettbewerben an den Start. Über 500 Meter gewann er im Einer-Kajak seinen Vorlauf und auch seinen Halbfinallauf. Im Finale waren schließlich nur Adam van Koeverden aus Kanada und der Australier Nathan Baggaley schneller als Wynne, der nach 1:38,547 Minuten als Drittplatzierter die Bronzemedaille gewann. Im Zweier-Kajak gelang ihm zusammen mit Paul Darby-Dowman nach Platz zwei im Vorlauf die direkte Finalqualifikation, mit einer Rennzeit von 3:20,848 Minuten kamen sie allerdings nicht über den siebten Platz hinaus.
Im selben Jahr sicherte sich Wynne bei den Europameisterschaften 2004 in Posen im Einer-Kajak über 500 Meter Silber sowie mit Paul Darby-Dowman im Zweier-Kajak auf der 1000-Meter-Strecke Bronze.
Nach seiner aktiven Karriere wurde Wynne Nationaltrainer beim britischen Kanuverband. Sein Bruder Anthony Wynne war ebenfalls Kanute.